# Oblin
Oblin es un pueblo de Polonia, en Mazovia. Se encuentra en el distrito (Gmina) de Maciejowice, perteneciente al condado (Powiat) de Garwolin. Se encuentra aproximadamente a 2 km al noroeste de Maciejowice, 24 km al sur de Garwolin, y a 69 km al sureste de Varsovia. Su población es de 450 habitantes.
Entre 1975 y 1998 perteneció al voivodato de Siedlce.